# Теор
Теор је насеље у Италији у округу Удине, региону Фурланија-Јулијска крајина.
Према процени из 2011. у насељу је живело 1314 становника. Насеље се налази на надморској висини од 10 м.

## Становништво
Према резултатима пописа становништва 2011. у општини је живело 1.954 становника.
| 1951. | 1961. | 1971. | 1981. | 1991. | 2001. | 2011. |
| ----- | ----- | ----- | ----- | ----- | ----- | ----- |
| 3.220 | 2.657 | 2.136 | 2.066 | 1.954 | 1.996 | 1.954 |